# Beistegui Hermanos
Beistegui Hermanos (BH) és una empresa basca dedicada a la fabricació de bicicletes amb seu a Vitòria. És un dels fabricants més importants de l'Estat espanyol amb representació internacional i va arribar a fabricar més de tres mil bicicletes diàries.

## Història
L'empresa la van fundar tres germans l'any 1909 a la localitat d'Eibar dedicada a la fabricació de pistoles tipus màuser fins al 1923 que va canviar a la producció de bicicletes. El 1959 va traslladar la seu i els tallers a Vitòria.
El 1935 BH ja era una marca assentada i, com altres fabricants, va organitzar carreres ciclistes i va promocionar un equip de ciclisme, el BH, en què van córrer els millors ciclistes del moment com el belga Gustave Deloor o Álvaro Pino.
BH va ser la primera fàbrica de bicicletes europea que va fabricar bicicletes tot terreny. Era una fàbrica integral que fabricava tots els components a excepció de les cobertes, les cadenes i els fars.
Al començament de la dècada del 1990 va comprar la marca francesa de bicicletes Peugeot, amb la qual va conformar la marca Cycleurope, a la qual es van incorporar posteriorment Bianchi i Gitane, donant lloc a una de les companyies més importants del món en el seu sector. El 1996 va vendre Cycleurope i es va concentrar al mercat peninsular.
Va arribar a tenir 500 empleats i als seus tallers es produïen, a més de bicicletes, diferents peces destinades a la indústria automobilística per a empreses com Mercedes-Benz i BMW. Posseïa dos centres de producció, un a Vitòria i un altre a Portugal al qual va afegir un a la Xina. A finals del 2010 la planta de Vitòria va tancar i tota la producció va traslladar-se als centres de Portugal i Xina.